# Максим V
Максим V (26 жовтня 1897 — 1 січня 1972) — Патріарх Константинопольський (1946–1948).

## Життєпис
Народився у м. Синоп на північному чорноморському узбережжі Туреччини. Спершу, під протекцією митрополита Амасеї Германа (Караванґеліса) він отримав богословську освіту у Духовній Семінарії Халкі, що була розміщена у монастирі на острові у Мармуровому морі.
У 1918 висвячений на диякона. З його призначенням він теж став вчителем у міській школі м. Тейра. Потім Максим служив архидияконом митрополитів Григорія Халкедонського і Йоакима Ефеського а в 1920 став архидияконом Константинопольського патріарха.
Відомий лівими позиціями та його близькими зв'язками з Московським патріархатом. Офіційно він пішов у відставку у 1948 через слабке здоров'я. Неофіційно він був змушений піти у відставку через примус західних влад, які не схвалювали його зв'язки з радянсько-керованим московським патріархом. Тоді на престолі його замістив архієпископ Патріарх Америки Афінагор I, який прибув у Стамбул на особистому літаку Президента США Гаррі Трумена.
Помер у Швейцарії 1 січня 1972.